# Josep Badia (religiós)
|  | Per a altres significats, vegeu «Josep Badia». |

Josep Badia (Barcelona, 1777 — Fontenay-sur-Loing, Orleanès, 1850) fou un religiós i escriptor català, cosí de Domènec Badia i Leblich Ali Bei.
De ben jove ingressà a l'orde caputxí però el 1802 abandonà l'orde per a exercir com a capelà militar del Regiment dels Suïssos de Wimpffen. Durant la Guerra del Francès es va aixoplugar a Mallorca, on va col·laborar amb el diari de tarannà liberal Aurora Patriótica Mallorquina (1812-1813). Defensor de la constitució espanyola de 1812, el 1813 va escriure un opuscle picant en castellà sota el pseudònim MDB titulat Un bosquejo de los fraudes que las pasiones de los hombres han introducido en nuestra santa religión. El 1815 la Inquisició va perseguir el llibre. Perseguit per les autoritats absolutistes es va exiliar a França. va acabar els seus dies com a rector d'una parròquia a l'Orleanès.